# Найкраще в мені (роман)
«Найкраще в мені» (англ. The Best of Me) — любовний роман американського письменника Ніколаса Спаркса. Вперше вийшов друком у 2011 році.

## Сюжет
Довсон Коул працює на нафтовій шахті біля берегів Луїзіани. Одного разу вибух на шахті ледве не вбив його, відкинувши у воду. Незнайомець витягнув його із води, врятувавши життя. Кілька місяців по тому Довсон дізнається, що його названий батько Так Гостетлер, який був йому близьким другом, помер. Довсон повертається додому вперше за 20 років, щоб виконати останні бажання батька. По приїзді Довсон дуже здивувався, коли дізнався, що Так заздалегідь спланував зустріч Довсона із Амандою Кольєр, — вони були закохані одне в одного ще в школі, — для того, щоб вони разом виконали останні бажання чоловіка. Здається, наміром Така було відродити колишні почуття Довсона та Аманди. Проте Арманда вже одружилася з іншим.
Ще у підлітковому віці Довсон залишив дім батька і переїхав в гараж Така Гостетлера. Так, місцевий механік, який нещодавно втратив дружину, дозволив Довсону залишитися, перебуваючи в гарних стосунках з ним протягом усього свого життя.
Попри заборону багатих батьків дівчини, Аманда і Довсон покохали одне одного та почали зустрічатися. Після закінчення школи Довсон ставить Аманду перед жорстким вибором: або навчатися в коледжі, або залишитись із ним. Проте за кілька днів після розмови Довсон збиває на смерть місцевого лікаря і потрапляє за ґрати на 4 роки. Відбувши свій строк, він залишив місто.
Довсон дізнається, що Аманда з Таком потоваришували в останні роки його життя. Перед від'їздом Аманда і Довсон розмовляють за обідом в будинку Така. Мати Аманди дуже занепокоєна стосунками дочки з Довсоном та читає моралі про те, що така поведінка неприйнятна для одруженої жінки. Вона й не підозрює, наскільки важким є шлюб Аманди через алкоголізм чоловіка після смерті їхньої дочки.
Через кілька днів Довсон і Аманда відвідують каюту чоловіка та читають любовні листи Така до його дружини. Довсон і Аманда проводять ніч разом. Наступного дня Аманда приймає рішення повернутися до своєї сім'ї. Довсон вирішує покинути місто, але повертається в будинок Така, щоб забрати лист, який батько колись написав йому. Повернувшись в місто, він вдруге побачив чоловіка, який врятував йому життя, і пішов слідом за ним до бару. Його рятівник виявився сином того лікаря, якого Довсон вбив, вчинивши аварію. Довсон рятує чоловіка від нападу, проте сам потрапляє під кулю. В той же час син Аманди потрапляє в аварію, після якої потребує трансплантації серця. Через деякий час Аманда дізнається, що у грудях її сина б'ється серце її першого кохання, Довсона.

## Екранізації
- Найкраще в мені (фільм) (2014)

## Український переклад
- Спаркс Н. Найкраще в мені / пер. з англ. О. Любарської. — Харків : Книжковий клуб «Клуб сімейного дозвілля», 2013. — 352 с. — ISBN 978-966-14-5204-5.